# Trevor Stewardson
Trevor Stewardson (ur. 28 marca 1977) – kanadyjski bokser, brązowy medalista igrzysk Wspólnoty Narodów (1998), olimpijczyk.

## Kariera amatorska
W 1998, Stewardson zdobył brązowy medal na igrzyskach Wspólnoty Narodów. W półfinale tych igrzysk przegrał na punkty z Indusem Jitenderem Kumarem. W 2004 reprezentował Kanadę na igrzyskach olimpijskich w Atenach. W kategorii półciężkiej rywalizację rozpoczął od pokonania w 1/32 finału Flávio Furtado. W kolejnej rundzie przegrał wyraźnie na punkty z reprezentantem Egiptu Ahmadem Isma’ilem.